# Julie Moschelesová
Julie Moschelesová (Julie Moscheles; ur. 21 sierpnia 1892 w Pradze, zm. 7 stycznia 1956 w Pradze) – czeska geograf.

## Życiorys

### Dzieciństwo
Urodziła się 21 sierpnia 1892 w Pradze w zamożnej rodzinie żydowskiej. Jej ojciec, Wilhelm Moscheles, był prawnikiem (ur. 1861), matka Luise z domu Schwabacherová (ur. 1869) – niewidoma od urodzenia. Od 1896 aż do wybuchu II wojny światowej rodzina mieszkała przy ulicy Palackiego 727 (cz. Palackého). Ze względu na ślepotę matki Julie zaopiekowali się Felix Moscheles – angielski malarz i esperantysta, oraz jego żona. Z nimi odbywała podróże po Europie i północnej Afryce, które wywarły znaczący wpływ na jej rozwój.

### Edukacja
Podstawowe wykształcenie zdobyła w Londynie. W czasie podróży do Maroka spotkała norweskiego geologa Hansa Henrika Reuscha, który zaproponował, jeszcze nastoletniej wówczas Moschelesovej, pracę w Instytucie Geologicznym w Oslo w charakterze prywatnej tłumaczki i sekretarki. W 1912 rozpoczęła studia w części niemieckiej obecnego Uniwersytecie Karola w Pradze (niem. Karl-Ferdinands-Universität). Do studiowania zachęcił ją Alfred Grund, profesor uniwersytetu, którego poznała podczas prowadzonych przez niego badań naukowych w Bergen.
W czasie studiów Moschelesová uczęszczała głównie na zajęcia z geografii i geologii, ale także brała udział m.in. w wykładach z meteorologii, indologii czy buddyzmu. Po śmierci Grunda w 1914, opiekę naukową nad Moschelesovą objął specjalista w zakresie geomorfologii Fritz Machatschek.

### Kariera naukowa
W maju 1916 obroniła rozprawę doktorską pt. Die postglazialzeit in Skandinawien. W latach 1917–1922 pracowała jako asystent na macierzystym uniwersytecie.
W 1918 opublikowała pracę pt. Klima von Prag, dotyczącą klimatu Pragi. W 1923, dzięki pomocy Vaclava Švambera, przeniosła się na uniwersytet czeski. W 1934 uzyskała habilitację z antropogeografii (dzisiejsza geografia społeczno-ekonomiczna).
W swojej pracy naukowej skupiła się jednak głównie na geografii fizycznej i geomorfologii Czech. Publikowała także m.in. w USA, Francji i Szwecji. W latach 20. XX wieku aktywnie publikowała w krajowych i zagranicznych czasopismach – Sborníku Čs. společnosti zeměpisné, Bibliograhie géographique internationale, Geologisches Zentralblatt, Zeitschrift für Geologie czy Mitteilungen der Geographisches Gesselschaft Wien . Po wybuchu II wojny światowej, ze względu na żydowskie pochodzenie, wyjechała do Australii, gdzie wykładała na uczelni w Melbourne.

## Najważniejsze prace
- Das Klima von Prag (1917)
- Das Klima: von Bosnien und der Hercegovina (1918)
- Prague: a geographical sketch of the town (1920)
- Die Darwinsche Rifftheorie im Lichte geomorphologischer Forschung (1920)
- Wirtschaftsgeographie der Tschechoslowakischen Republik (1921)
- O nejmladších horotvorných poruchách v Karpatech (1923)
- On young crustal movements in the Carpathians (1923)
- Natural regions of Czechoslovakia (1924)
- Landeskunde der Britischen Inseln (1925)
- Etudes des plates-formes non-structurales: Methodes-Résultats (1925)
- L’urbanisme et la répartition des professions dans les différents pays la République Tchécoslovaque (1931)
- Le caractère des villes Tchécoslovaques: les trois habitats humains: habitat rural, habitat urbain, habitat industriel (1932)
- Úvahy o hustotě obyvatelstva v Československé republice (1933)
- K diskusi o regionalismu (1937)
- Úvod do regionálního zeměpisu (1951)
- Australie a Oceanie (1953)